# 東岡山
東岡山（ひがしおかやま）は、岡山県岡山市中心部の東北部に隣接する地域である。

## 概要
当地域は岡山市中区の北部一帯と、その東に隣接する同市東区古都地区を併せた地域である。北を竜ノ口山山麓、南を操山（みさおやま）山麓、東を芥子山（けしごやま）山麓に囲まれ、西の中心市街地と旭川と百間川によって隔てられた東西5km、南北3.5kmの平坦な沖積平野にある。地域を東西に横断する山陽本線と国道250号沿線を中心に市街地が広がり、地域人口はおよそ6万人のベッドタウン及び内陸工業地域となっている。
国道沿いにはロードサイド店舗が密集し、一歩入ると古代の条里制の田園地帯に沿った直線的な旧道と幹線道路が無計画に造成された宅地と混在し場所によってはスプロール化が著しい。また、岡山市と合併以来、市役所の出先機関は高屋地区に東岡山連絡所、鉄地区に古都出張所があるだけで、昭和40年代以降合併した市町村のように支所が置かれた時代がなかったためか核となる地区が形成されていない。

## 地理

### 東岡山駅周辺
地域の東部、旧：財田町・古都村一帯。東岡山テクノセンター（旧岡山鉄工総合団地）や積水化学工業にオハヨー乳業など、中小の工場が多く立地する内陸工業地区。国道250号線から西大寺・瀬戸・瀬戸内市長船町方面へ通じる県道がわかれ、鉄道も東岡山駅から備前市・瀬戸内市方面に向かう赤穂線が分岐する交通の結節点でもある。
東岡山駅は県立東岡山工業高校と県立岡山城東高校の最寄駅であり朝夕は通勤・通学客で混雑するが、駅周辺に商店などは少なく、賑っているのはロードサイド店の多い国道沿いである。また、駅南口の長岡地区は旧：財田町の旧市街にあたり、路地道が多く国道から駅へ通じる県道も狭く、自動車で混雑していたが、岡山市と合併後も長年の間状況は改善されていなかった。ようやくこのような交通事情を解消するため、2006年に市道東岡山駅前線がバイパス線として開通し駅前広場も一新された。しかし、駅の北側に抜けるには開かずの踏み切りがあるため根本的な解決には至っていない。
また、駅南口に程近い財田(さいでん)小学校横の財田スポーツ広場は芝生のグラウンドを備え、ファジアーノ岡山が練習場の一つとして利用していた。

### 古都
東岡山駅の東に位置し、北部の山沿いには旧山陽道・藤井宿があったが現在は殆ど面影が無くなっている。丘陵地は東隣の上道地域地区とともにブドウの一大産地である。
旧西大寺市、現在は東区に含まれるが上道と東岡山の間に位置し、西大寺とは生活圏が異なる地区である。また、古都小学校は南にある旭東中学校区であるが、通学には中区である下や長利を経由しなければならない。
これは1953年、昭和の大合併の際、当時の古都村は岡山市と西大寺市のどちらと合併するかで村内の意見が分かれたが、同じ上道郡の繋がりから西大寺市と合併すること選択した。しかし、その16年後に西大寺市は岡山市と合併し、結局岡山市となったためである。

### 高屋・藤原
旧幡多村に含まれ、地域の西南部、都心部寄りに位置し、高島駅から県道96号を南に約500m、国道250号（旧2号線）とかつてあった運輸局を中心に発展した。そのため自動車ディーラー、民間車検工場、登録代行業者、部品販売会社等の自動車関係の事業所や商業施設が多い当地域を代表する業務地区となっている。
国道と百間川に挟まれた一帯は中小の工場や倉庫が立ち並ぶ準工業地区であったが、現在は旧岡電バス車庫の跡地にできたショッピングモール等の大型店舗が相次ぎオープンするなど新規出店が活発で、こちらも商業地区へと変わりつつある。

### 高島

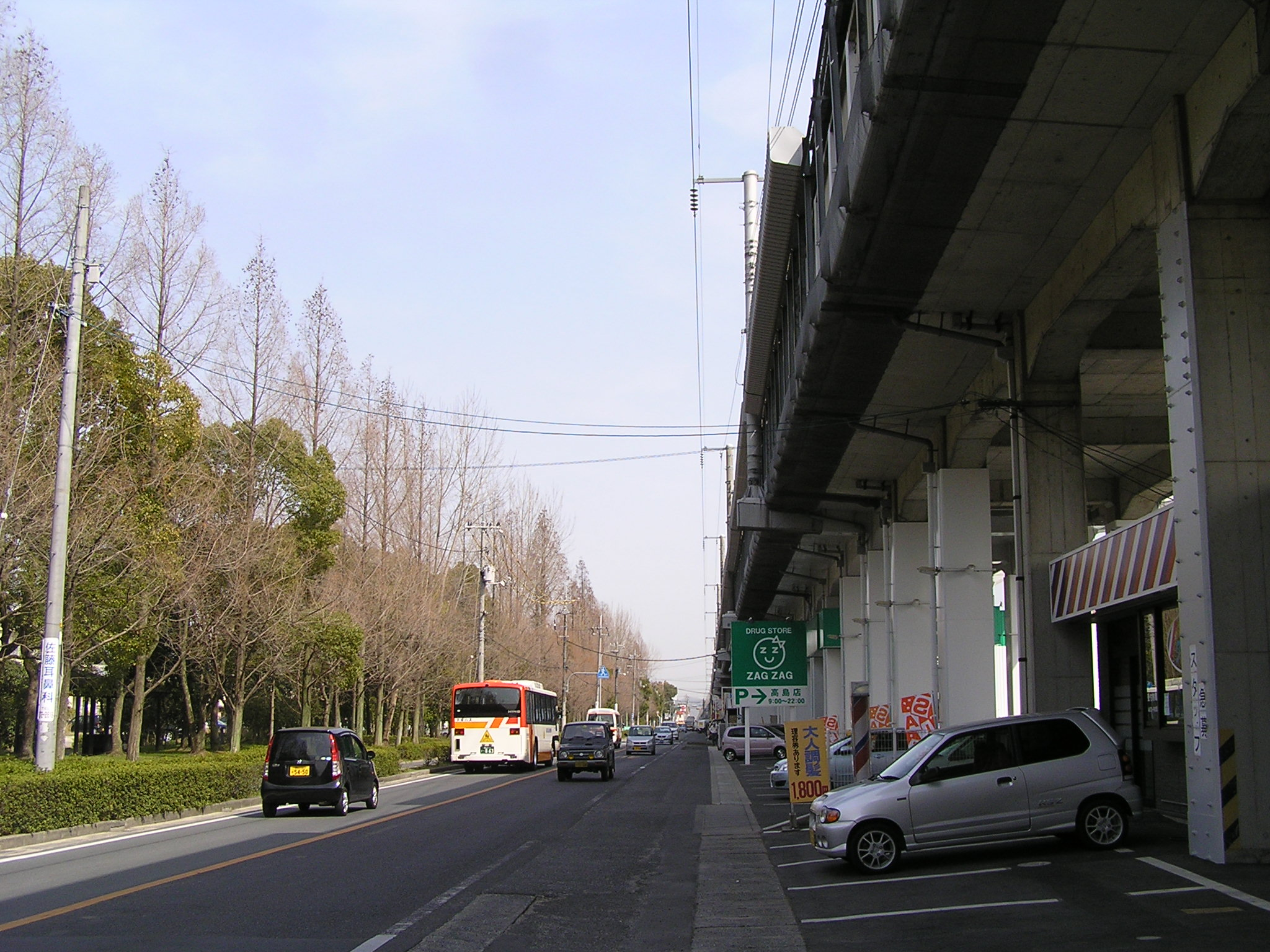
高島団地のメタセコイヤの並木と新幹線高架

地域の西部、旧高島村に相当する。北部は竜の口山南麓中心に備前国府跡をはじめ史跡や神社仏閣が多く、神武天皇東征の伝説の地であるとの説がある。
南部は昭和の高度成長期頃から住宅地化が進み、人口も急増し早くから小学校の新設や学区の再編が行われ、昭和62年には高島駅が設置されるなどベッドタウンとして発展した。高島駅北側近辺にある「岡山市営高島団地」の新幹線の騒音対策のために植えられた並木が地区を代表する景観になっているが、住民の高齢化が進み、建物の老朽化のため施設の改築も課題になっている。

### 雄町
高島駅と東岡山駅の中間に位置し、地区の中央にある雄町の冷泉（おまちのれいせん）は環境省が選定した名水百選の一つ。カルシウムやマグネシウム等が多く含まれ、岡山藩・池田家の御用水として使われていた。現在、周辺はおまちアクアガーデンとして整備され駐車場も完備されているため、ポリタンク持参で名水を求める観光客や地元の住人が頻繁に訪れている。また、雄町が発祥の地とされている雄町米は大吟醸酒・吟醸酒等の高級酒に使用されている酒米である。その他には岡山市を代表する銘菓の一つである大手饅頭伊部屋の工場があり店舗も併設している。

## 観光

### 龍ノ口山周辺
- 龍ノ口グリーンシャワーの森 － 市民のハイキングコースとして人気。冬は竜ノ口山頂からは岡山中心市街、天候によっては瀬戸内海まで眺望することができる。

- 龍之口八幡宮 － 標高257mの山頂近くにあり、学問の神様として有名で受験シーズンには多くの受験生やその関係者が参拝する。なだらかなハイキングコースを通って行くこともできるが、西北側の険しい旧参道をつかいたどり着いてこそご利益があると云われる。

- 賞田廃寺跡 － 龍ノ口山南麓に並ぶ神社仏閣や遺跡の中にある国指定史跡。飛鳥時代の寺院跡とされ、数多くの伽藍があったことが確認されている。基壇と東屋のみの広々とした史跡公園には古代吉備国の繁栄が偲ばれる。

- 祇園大樋跡 － 元禄時代、岡山藩士の津田永忠が児島湾岸の沖新田を開発する同時期に造られ、旭川の水を東岡山一帯の水田に引き入れ南の百間川に合流する仕組みになっている。祇園大樋改修記念の碑が建てられ樋門の周辺は水辺の公園となっている。
- 湯迫温泉（ゆばおんせん） － 白雲閣

操山里山公園
高屋から沢田橋で百間川を渡った操山北側の麓に整備された公共施設。操山（標高130m～170m）の登山小屋の機能を持ち、情報・イベント案内や自然保護の情報・参考図書なども提供している。
百間川緑地公園

## 歴史
高島地区北東部の国府市場から東岡山駅北側の竜之口一帯は古代備前国の国府が一時期置かれ、条里制の面影を残す田園地帯が広がっている。また古来は、旭川の河口が現在の岡山市街地北部にあったとされるため、この一帯は海であった。その後旭川河口部が堆積作用により南下、それにより旭川旧本流が北の祇園から南の米田へ斜めに流れていたと推測されている。
1954年（昭和29年）に岡山市に編入された上道郡財田町、高島村、幡多村と同年に発足した西大寺市の一部となった上道郡古都村（現岡山市東区役所古都市民サービスセンター管内）一帯にほぼ含まれる。

### 史跡
- 百間川遺跡
- 賞田廃寺跡
- 浄土寺大湯屋跡
- 関白屋敷跡
- 備前国庁跡
- 旧山陽道
- 幡多廃寺跡
- 高島宮

## 施設

### 主要施設
- 旭川荘
- 岡山第一病院
- 環太平洋大学第2キャンパス 
  - 旧作陽短期大学岡山キャンパス跡
- 岡山県立東岡山工業高等学校
- 岡山県立岡山城東高等学校

### 工場
- 東岡山テクノセンター（旧東岡山総合鉄工団地）
  - 宗家 源吉兆庵グループ物流センター・奈良香寿軒長岡工場。
- オハヨー乳業本社工場
- 大手饅頭伊部屋雄町工場
- 水内ゴム本社工場
- 積水化学工業 － 岡山積水工業、中国セキスイ工業

## 交通
当地域は都心部と大規模河川によって隔てられ、また、地域内の道路整備の遅れから、朝夕の渋滞が激しく路線バスの運行に支障をきたしていることなどが問題となっていた。対策として平成11年に国道250号線にバス優先レーンの設定とバスの優先信号制御等によりバスを優先的に走行させ、運行の定時性を確保する｢公共車両優先システム｣とバスの走行位置や運行状況を利用者に知らせる｢バスロケーションシステム｣と合わせた運行管理が行われている。
- 鉄道路線 － JR山陽本線:東岡山駅/高島駅
- 路線バス － 宇野バス、岡電バス

## 備考
当地域全体を示す公称は無く、一般的に東岡山とは東岡山駅周辺を指すことが多い。しかし、岡山市都市計画課が示す風致地区が当地域とほぼ合致することなどから、一つの地域としては公的に定められている。そして、地域一帯に「東岡山」を含む名称の事業所が多く、岡山市役所東岡山市民サービスコーナー（高屋）が設けられていることなどから暫定的に記事名を「東岡山」とする。